# Óscar Bagüí
Óscar Dalmiro Bagüí Angulo (Esmeraldas, 10 de dezembro de 1982) é um futebolista profissional equatoriano,que atua como zagueiro. Pela Seleção Equatoriana, disputou a Copa do Mundo de 2014.